# Ashiaman
Ashiaman je grad u Gani, u regiji Greater Accra. Nalazi se na jugu zemlje, 15 km sjeverozapadno od Accre.
U gradu je rođen plesač i koreograf Adjei Abankwah.
Zadnjih godina jača turizam, posebice promatranje ptica.
Prema popisu iz 2000. godine, Ashiaman je imao 150.312 stanovnika, čime je bio peti grad u državi po brojnosti.